# Chris Douglas-Roberts
Chris Douglas-Roberts (Detroit, Míchigan, 8 de enero de 1987) es un exjugador de baloncesto estadounidense que disputó cinco temporadas en la NBA. Con 2,01 metros de altura su posición en la cancha era la de escolta.

## Trayectoria deportiva

### Instituto
Douglas-Roberts jugó al baloncesto en el Cass Technical High School y en el Northwestern High School. Formó parte de Cass Tech en 2003 y 2004, promediando 28 puntos, 10 rebotes y 6 asistencias. Tras la temporada 2004 se cambió a Northwestern donde vio limitado su tiempo de juego debido a las reglas de transferencia de un instituto a otro, por lo que no jugó con el equipo hasta el segundo semestre. Finalizó la temporada con promedios de 13.8 puntos y 5.4 rebotes por partido.

### Universidad
Después de su paso por el instituto, Douglas-Roberts estaba considerado como uno de los mejores promesas disponibles, siendo incluido en el puesto 30 en la lista de mejores jugadores de Scout.com y en el 51 en Rivals.com. Finalmente escogió la Universidad de Memphis. Durante su primera temporada con los Tigers, jugó 34 partidos en los que 25 fueron desde el inicio, firmando 8.3 puntos, 3.3 rebotes y 1.5 asistencias por encuentro. Debido a su gran juego fue incluido en el mejor quinteto de freshman de la Conference USA. En su segunda temporada jugó los 35 partidos como titular y lideró a los Tigers en anotación con 15.4 puntos. Además, fue elegido en el mejor quinteto de la conferencia y se coronó como All-America. Ya en su tercera campaña en Memphis, promedió 23.2 puntos por encuentro en los seis partidos del Torneo de la NCAA de 2008, donde los Tigers finalizaron en segunda posición tras perder en la final ante Kansas Jayhawks. Su gran actuación le valió un puesto en el primer equipo del All-American.

### Profesional

#### NBA
El 18 de abril de 2008, Douglas-Roberts anunció que se presentaba al Draft de la NBA de 2008. Fue seleccionado por New Jersey Nets en la 40.ª posición, y el 9 de julio firmó su primer contrato de la NBA con los Nets.
El 25 de junio de 2010, Douglas-Roberts fue traspasado a Milwaukee Bucks a cambio de una segunda ronda del draft de 2012.

#### Italia
En septiembre de 2011, ficha por la Virtus Bologna de la liga italiana.

#### NBA y G-League
Tras una temporada en Italia, el 1 de octubre de 2012, firma con Los Angeles Lakers, pero es cortado el 22 de octubre sin llegar a debutar. El 27 de octubre firma con Dallas Mavericks, siendo cortado al día siguiente. El 1 de noviembre fue adquirido por los Texas Legends de la NBA D-League. Finalmente regresa a la NBA el 23 de diciembre al volver a firmar por Dallas Mavericks. Tras 6 encuentros con los Mavs, fue cortado el 6 de enero de 2013.
En julio de 2013 se une a Los Angeles Lakers para disputar la NBA Summer League, pero no termina siendo de la plantilla final, y firma el 2 de octubre con New York Knicks. Sin embargo, el 25 de octubre es cortado sin llegara debutar, y en noviembre se une de nuevo a los Texas Legends. Finalmente el 11 de diciembre firma con Charlotte Bobcats. Disputa 49 encuentros con los Bobcats esa temporada.
El 4 de septiembre de 2014, firmó un contrato junto a Ekpe Udoh con Los Angeles Clippers de la NBA. Tras 12 partidos, el 15 de enero de 2015, fue traspasado a los Boston Celtics en un acuerdo entre tres equipos. Tres días después fue cortado por los Celtics.
El 18 de septiembre de 2015, firmó con los New Orleans Pelicans. Pero fue cortado el 23 de octubre, antes del inicio de la temporada. El 29 de febrero de 2016, volvió a los Texas Legends de la G League.

### Retirada
Desde 2017, es CEO y presidente de DCTG Media Agency.

## Estadísticas de su carrera en la NBA

### Temporada regular
| Año     | Equipo        | PJ  | PT | MPP  | %TC  | %3P  | %TL   | RPP | APP | ROB | TPP | PPP |
| ------- | ------------- | --- | -- | ---- | ---- | ---- | ----- | --- | --- | --- | --- | --- |
| 2008-09 | New Jersey    | 44  | 3  | 13.3 | .460 | .250 | .823  | 1.1 | 1.2 | .3  | .2  | 4.9 |
| 2009-10 | New Jersey    | 67  | 38 | 25.8 | .445 | .259 | .847  | 3.0 | 1.4 | .8  | .3  | 9.8 |
| 2010-11 | Milwaukee     | 44  | 12 | 20.1 | .429 | .326 | .831  | 2.0 | 1.1 | .7  | .3  | 7.3 |
| 2012-13 | Dallas        | 6   | 0  | 10.5 | .357 | .000 | .700  | .8  | .7  | .3  | .0  | 2.8 |
| 2013-14 | Charlotte     | 49  | 8  | 20.7 | .440 | .386 | .805  | 2.4 | 1.0 | .6  | .3  | 6.9 |
| 2014-15 | L.A. Clippers | 12  | 0  | 8.6  | .238 | .143 | 1.000 | 1.0 | .3  | .1  | .0  | 1.6 |
| Total   | Total         | 222 | 61 | 19.7 | .439 | .329 | .831  | 2.1 | 1.1 | .6  | .2  | 7.1 |

### Playoffs
| Año   | Equipo    | PJ | PT | MPP  | %TC  | %3P  | %TL  | RPP | APP | ROB | TPP | PPP |
| ----- | --------- | -- | -- | ---- | ---- | ---- | ---- | --- | --- | --- | --- | --- |
| 2014  | Charlotte | 4  | 0  | 17.5 | .688 | .500 | .857 | 2.0 | .5  | .0  | .0  | 9.5 |
| Total | Total     | 4  | 0  | 17.5 | .688 | .500 | .857 | 2.0 | .5  | .0  | .0  | 9.5 |